# Monte Cesen
Der Monte Cesen ist mit einer Höhe von 1570 m s.l.m. einer der markanten Berge der Südlichen Karnischen Alpen. Er liegt als vorgeschobenes Gebirgsmassiv linksseitig des Flusses Piave. Südlich an seinem Fuß liegt die „Hauptstadt“ des Prosecco, Valdobbiadene. Von dort führt eine gut ausgebaute Autostraße bis auf den Gipfel.
Auf dem Gipfel befindet sich eine meteorologische Station.